# Speed Monster
Speed Monster in TusenFryd (Oppegård, Akershus, Norwegen) ist eine Stahlachterbahn vom Modell Accelerator Coaster des Herstellers Intamin, die am 23. April 2006 eröffnet wurde.

## Fahrt
Auf der rund 690 m langen Strecke durchfahren die Fahrgäste gleich nach dem hydraulischen Abschuss, welcher in 2,2 Sekunden von 0 auf 85 km/h beschleunigt, ein neuartiges Fahrelement, den so genannten Norwegian Loop, welches aus zwei Inversionen besteht. Nach einer Linkskurve und einigen Hügeln folgt die dritte und somit letzte Inversion – der Korkenzieher. Ursprünglich war geplant, die Bahn mit zwei hintereinander durchfahrenen Korkenziehern zu versehen. Dies wurde verworfen und anstatt dem ersten Korkenzieher wurde ein Twisted Airtime-Hügel verbaut.

## Züge
Speed Monster besitzt zwei Züge mit jeweils drei Wagen. In jedem Wagen können vier Personen (zwei Reihen à zwei Personen) Platz nehmen. Dadurch ist eine maximale Kapazität von 700 Personen pro Stunde möglich. Als Rückhaltesystem kommen Schulterbügel zum Einsatz.

## Medien
Speed Monster wurde in der ProSieben-Reportage Achterbahn Dynastie gezeigt. Die Sendung thematisierte die Schwierigkeiten beim Bau der Achterbahn. Diese Dokumentation war auch unter dem Titel „Der schnellste Job der Welt - Die Achterbahn-Dynastie“ auf dem Fernsehsender N24 bzw. in der N24-Mediathek zu sehen.
Bekanntheit erreichte vor allem der Baustellenleiter Ronny Schäfer durch die Veröffentlichung eines Ausschnittes der Dokumentation auf der Videoplattform YouTube, in welchem er sich über die Unzuverlässigkeit seiner norwegischen Arbeitskollegen echauffiert. Viele der Ausrufe des Baustellenleiters ("Kranplätze müssen verdichtet sein!") kursieren als Running-Gag in vielen großen deutschen Foren und Imageboards und finden oftmals ironische Verwendung. 
Das Video wurde mittlerweile aufgrund einer Beschwerde von Studio71 auf YouTube gesperrt, die ganze Dokumentation ist weiterhin auf Dailymotion abrufbar.

## Fotos

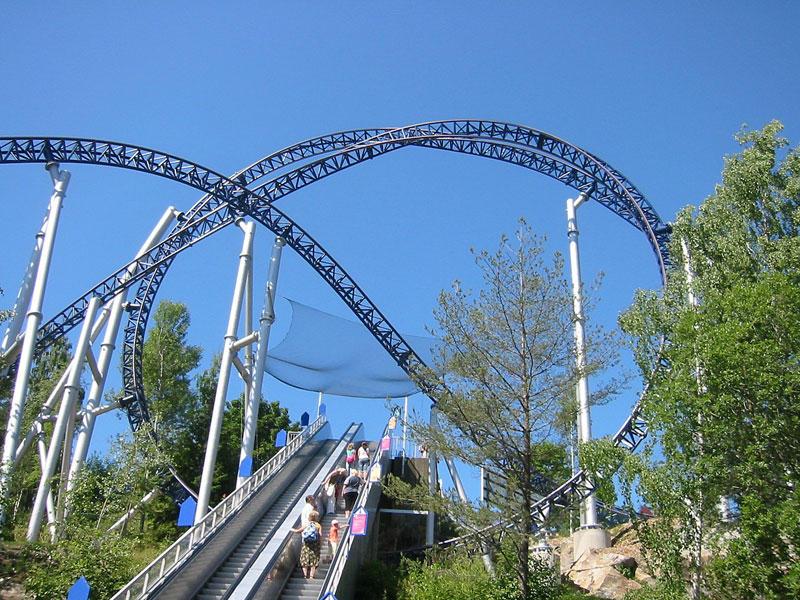
Norwegian Loop
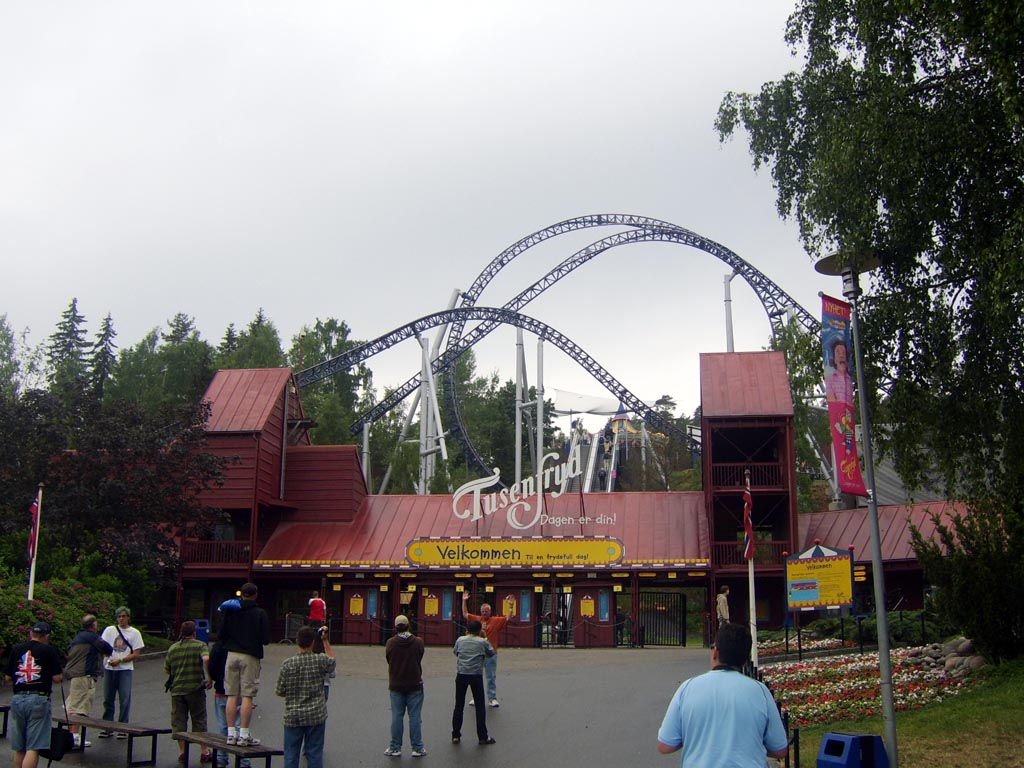
Blick vom Haupteingang des Parks
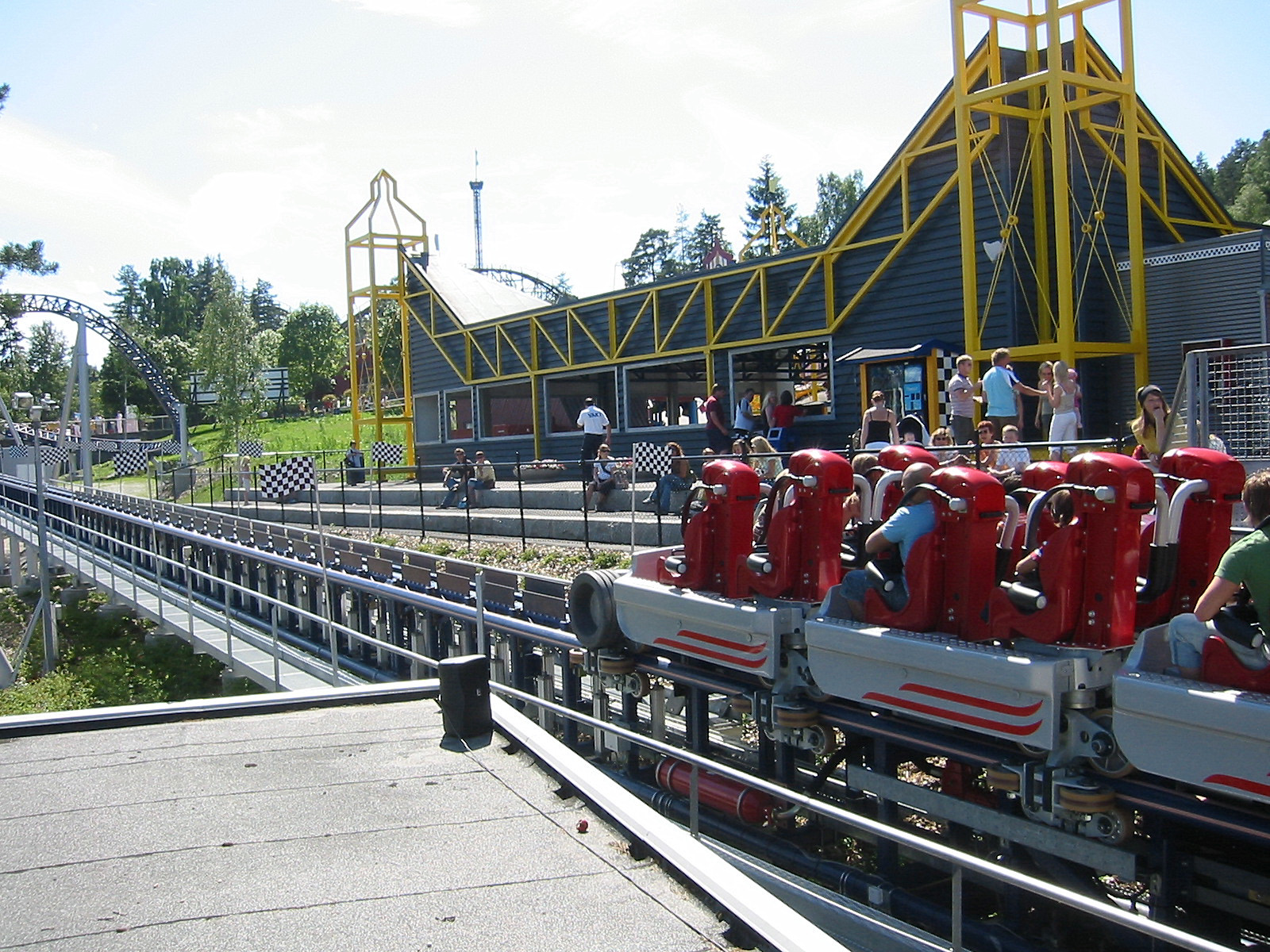
Die Abschussstrecke